# XIII legislatura de España
La xiii legislatura de España (cii desde las Cortes de Cádiz) comenzó el 21 de mayo de 2019 cuando, tras la celebración de las elecciones generales, se constituyeron las Cortes Generales, y terminó el 24 de septiembre de 2019, con la disolución de las mismas. Le precedió la xii legislatura y le sucedió la xiv legislatura.
El rey Felipe VI propuso al líder socialista Pedro Sánchez como candidato a la presidencia del Gobierno pero el candidato no obtuvo la confianza del Congreso de los Diputados. La legislatura duró 126 días, siendo la segunda más corta de la historia reciente de España.

## Antecedentes
A raíz de las elecciones generales de 2016, las Cortes Generales continuaron con la fragmentación política de la legislatura anterior, dando lugar a cuatro grandes partidos de los cuales ninguno tuvo una mayoría absoluta para formar gobierno por sí mismo. Como resultado, se formó un gobierno en minoría del Partido Popular liderado por el presidente del Gobierno Mariano Rajoy en una sesión de investidura que obtuvo el apoyo del grupo parlamentario de Ciudadanos y la abstención de la mayor parte del Partido Socialista Obrero Español.
La minoría del gobierno popular provocó su caída en junio de 2018 tras la sentencia del caso Gürtel en mayo del mismo año que condenó al PP como «partícipe a título lucrativo» por beneficiarse de la contabilidad opaca del partido «desde al menos 1989». Asimismo, la Audiencia Nacional consideró el testimonio del presidente del Gobierno Mariano Rajoy como poco creíble. Esto, sumado al conflicto catalán, provocó que el Gobierno perdiese el apoyo de su principal socio parlamentario —Ciudadanos—, que, aunque lo recuperó para la moción de censura presentada por el PSOE, fue insuficiente. La votación de dicha moción de censura contó con la mayoría absoluta del Congreso, al recabar 180 votos afirmativos procedentes de PSOE, PSC, Unidos Podemos, En Comú Podem, ERC, PDeCAT, En Marea, PNV, Compromís, EH Bildu y Nueva Canarias. Esto puso fin a la presidencia de Mariano Rajoy y pasando a ser el primer presidente censurado de la historia democrática postfranquista del país.
Como resultado de la exitosa moción de censura, Pedro Sánchez Pérez-Castejón fue nombrado presidente del Gobierno el 2 de junio de 2018. Sin embargo, Sánchez decidió gobernar en solitario con el apoyo de sus 85 diputados, lo que provocó que tuviese que gobernar con el instrumento constitucional del real decreto ley y que, por la falta de apoyos parlamentarios, el Congreso de los Diputados enmendase la totalidad del proyecto de presupuestos generales para 2019, forzando al presidente del Gobierno a convocar elecciones anticipadas tras nueve meses de mandato.

## Inicio de la legislatura

### Escenario poselectoral
El 28 de abril de 2019 se celebraron elecciones generales anticipadas tras 3 años desde las últimas generales. En ellas, el PSOE, se alzó con la victoria de forma contundente, siendo la primera victoria desde las elecciones generales de 2008. El PSOE obtuvo una mayoría simple en el Congreso de los Diputados, 123 escaños (+39) y casi el 30% (+6%) de los votos, y mayoría absoluta en el Senado, la primera desde 1993. Si bien el PP consiguió retener la segunda posición, obtuvo el peor resultado de su historia con 66 diputados (-71) y sin llegar al 17%, perdiendo parte de su electorado en favor de Ciudadanos, el cual tuvo un gran ascenso y se situó en la tercera posición, llegando a 57 diputados. Por su parte, Unidas Podemos y sus confluencias se quedaron en cuarta posición, ya que experimentaron un importante retroceso, perdiendo 1,3 millones de votos, todos sus senadores y pasando de 67 diputados a 42. Por último, irrumpió, por primera vez Vox, con 24 diputados.
El Congreso de la XIII legislatura fue el más paritario de la historia con 166 mujeres ocupando escaños, un 47,4 %. La formación con mayor representación femenina fue el PSOE, con 64, un 52% de los 123 escaños conseguidos. El PP alcanzó un 51,5 %, 34 de los 66 escaños y Unidas Podemos contaron con 23 mujeres en sus 42 escaños, un 54,7%. Esquerra Republicana pasó de dos diputadas en la anterior legislatura a siete.

### Constitución de las Cortes Generales y órganos de dirección
El Congreso de los Diputados y el Senado quedaron constituidos a las diez de la mañana del martes 21 de mayo de 2019. Ese mismo día también se designó a los miembros de las Mesas de ambas Cámaras. En lo que respecta al Congreso, los cuatro principales grupos de la Cámara acordaron que el PSOE se llevaría tres miembros, y el resto de los tres partidos dos miembros cada uno. Meritxell Batet, del Grupo Socialista, fue elegida presidenta del Congreso de los Diputados por 175 votos con el apoyo principal de su partido, Unidas Podemos y otros grupos minoritarios. En el Senado, debido a la mayoría absoluta del PSOE, Manuel Cruz fue elegido presidente con sus votos.

#### Mesas de las Cortes Generales
| Cargo                  | Titular           | Lista          |
| ---------------------- | ----------------- | -------------- |
| Presidenta             | Meritxell Batet   | PSC            |
| Vicepresidenta primera | Gloria Elizo      | Unidas Podemos |
| Vicepresidente segundo | Alfonso Rodríguez | PSOE           |
| Vicepresidenta tercera | Ana Pastor        | PP             |
| Vicepresidente cuarto  | Ignacio Prendes   | Ciudadanos     |
| Secretario primero     | Gerardo Pisarello | En Comú Podem  |
| Secretaria segunda     | Sofía Hernanz     | PSOE           |
| Secretario tercero     | Adolfo Suárez     | PP             |
| Secretaria cuarta      | Patricia Reyes    | Ciudadanos     |

| Cargo                  | Titular             | Lista   |
| ---------------------- | ------------------- | ------- |
| Presidente             | Manuel Cruz         | PSC     |
| Vicepresidenta primera | Cristina Narbona    | PSOE    |
| Vicepresidente segundo | Pío García-Escudero | PP      |
| Secretario primero     | Fernando Martínez   | PSOE    |
| Secretaria segunda     | Olivia Delgado      | PSOE    |
| Secretario tercero     | Imanol Landa        | EAJ-PNV |
| Secretario cuarto      | Rafael Hernando     | PP      |

#### Junta de Portavoces de las Cortes Generales
| Presidencia                                        | Presidencia                                                                             | Presidencia                   | Presidencia    |
| Cargo                                              | Cargo                                                                                   | Titular                       | Lista          |
| -------------------------------------------------- | --------------------------------------------------------------------------------------- | ----------------------------- | -------------- |
|                                                    | Presidenta del Congreso de los Diputados                                                | Meritxell Batet Lamaña        | PSC            |
| Portavoces titulares                               |                                                                                         |                               |                |
|                                                    | Portavoz del GP Socialista                                                              | Adriana Lastra                | PSOE           |
|                                                    | Portavoz del GP Popular                                                                 | Cayetana Álvarez de Toledo    | PP             |
|                                                    | Portavoz del GP Ciudadanos                                                              | Inés Arrimadas                | Ciudadanos     |
|                                                    | Portavoz del GP Confederal de Unidas Podemos-En Comú Podem-Galicia en Común             | Irene Montero                 | Unidas Podemos |
|                                                    | Portavoz del GP Vox                                                                     | Iván Espinosa de los Monteros | Vox            |
|                                                    | Portavoz del GP Republicano                                                             | Gabriel Rufián                | ERC            |
|                                                    | Portavoz del GP Vasco (EAJ-PNV)                                                         | Aitor Esteban                 | EAJ-PNV        |
|                                                    | Portavoz del GP Mixto                                                                   | Laura Borràs                  | JxCAT          |
| Portavoces adjuntos                                |                                                                                         |                               |                |
|                                                    | Portavoces adjuntos del GP Socialista                                                   | Ana Belén Fernández           | PSOE           |
| Susana Ros                                         | Portavoces adjuntos del GP Socialista                                                   |                               | PSOE           |
| Felipe Sicilia                                     | Portavoces adjuntos del GP Socialista                                                   |                               | PSOE           |
| Rafael Simancas                                    | Portavoces adjuntos del GP Socialista                                                   |                               | PSOE           |
| José Zaragoza                                      | Portavoces adjuntos del GP Socialista                                                   | PSC                           |                |
|                                                    | Portavoces adjuntos del GP Popular                                                      | Isabel María Borrego          | PP             |
| José Ignacio Echániz                               | Portavoces adjuntos del GP Popular                                                      |                               | PP             |
| Belén Hoyo                                         | Portavoces adjuntos del GP Popular                                                      |                               | PP             |
| Guillermo Mariscal                                 | Portavoces adjuntos del GP Popular                                                      |                               | PP             |
|                                                    | Portavoces adjuntos del GP Ciudadanos                                                   | Edmundo Bal                   | Ciudadanos     |
| Joan Mesquida                                      | Portavoces adjuntos del GP Ciudadanos                                                   |                               | Ciudadanos     |
| Fernando de Páramo                                 | Portavoces adjuntos del GP Ciudadanos                                                   |                               | Ciudadanos     |
| Melisa Rodríguez                                   | Portavoces adjuntos del GP Ciudadanos                                                   |                               | Ciudadanos     |
|                                                    | Portavoces adjuntos del GP Confederal de Unidas Podemos- En Comú Podem-Galicia en Común | Jaume Asens                   | En Comú Podem  |
| Yolanda Díaz                                       | Portavoces adjuntos del GP Confederal de Unidas Podemos- En Comú Podem-Galicia en Común | En Común                      |                |
| Alberto Garzón                                     | Portavoces adjuntos del GP Confederal de Unidas Podemos- En Comú Podem-Galicia en Común | IU                            |                |
|                                                    | Portavoces adjunto del GP Vox                                                           | Javier Ortega Smith           | Vox            |
| Macarena Olona                                     | Portavoces adjunto del GP Vox                                                           |                               | Vox            |
| Ignacio Garriga                                    | Portavoces adjunto del GP Vox                                                           |                               | Vox            |
|                                                    | Portavoz adjunta del GP Republicano                                                     | Carolina Telechea             | ERC            |
|                                                    | Portavoz adjunto del GP Vasco (EAJ-PNV)                                                 | Mikel Legarda                 | EAJ-PNV        |
|                                                    | Portavoz adjunto del GP Mixto                                                           | María Guadalupe González      | CC-PNC         |
| Portavoces sustitutos                              |                                                                                         |                               |                |
| Portavoces sustitutos de los Grupos Parlamentarios | Portavoces sustitutos de los Grupos Parlamentarios                                      | Guillermo Meijón              | PSOE           |
| Portavoces sustitutos de los Grupos Parlamentarios | Portavoces sustitutos de los Grupos Parlamentarios                                      | Jaime de Olano                | PP             |
| Portavoces sustitutos de los Grupos Parlamentarios | Portavoces sustitutos de los Grupos Parlamentarios                                      | Mario Garcés                  | PP             |
| Portavoces sustitutos de los Grupos Parlamentarios | Portavoces sustitutos de los Grupos Parlamentarios                                      | Marta González                | PP             |
| Portavoces sustitutos de los Grupos Parlamentarios | Portavoces sustitutos de los Grupos Parlamentarios                                      | Sandra Moneo                  | PP             |
| Portavoces sustitutos de los Grupos Parlamentarios | Portavoces sustitutos de los Grupos Parlamentarios                                      | Carlos Rojas                  | PP             |
| Portavoces sustitutos de los Grupos Parlamentarios | Portavoces sustitutos de los Grupos Parlamentarios                                      | Ione Belarra                  | Unidas Podemos |
| Portavoces sustitutos de los Grupos Parlamentarios | Portavoces sustitutos de los Grupos Parlamentarios                                      | Txema Guijarro                | Unidas Podemos |
| Portavoces sustitutos de los Grupos Parlamentarios | Portavoces sustitutos de los Grupos Parlamentarios                                      | Miguel Ángel Gutiérrez        | Ciudadanos     |
| Portavoces sustitutos de los Grupos Parlamentarios | Portavoces sustitutos de los Grupos Parlamentarios                                      | Javier Ortega Smith           | Vox            |

| Presidencia              | Presidencia                                       | Presidencia              | Presidencia |
| Cargo                    | Cargo                                             | Titular                  | Lista       |
| ------------------------ | ------------------------------------------------- | ------------------------ | ----------- |
|                          | Presidente del Senado                             | Manuel Cruz Rodríguez    | PSC         |
| Portavoces titulares     |                                                   |                          |             |
|                          | Portavoz del GP Socialista                        | Ander Gil                | PSOE        |
|                          | Portavoz del GP Popular                           | Javier Maroto            | PP          |
|                          | Portavoz del GP ERC-EH Bildu                      | Mirella Cortès           | ERC         |
|                          | Portavoz del GP Ciudadanos                        | Lorena Roldán            | Ciudadanos  |
|                          | Portavoz del GP Izquierda Confederal              | Carles Mulet             | Compromís   |
|                          | Portavoz del GP Vasco (EAJ-PNV)                   | Jokin Bildarratz         | EAJ-PNV     |
|                          | Portavoz del GP Nacionalista JxCAT-CC/PNC         | Josep Lluis Cleries      | JxCAT       |
|                          | Portavoz del GP Mixto                             | Fabián Chinea            | ASG         |
| Portavoces adjuntos      |                                                   |                          |             |
|                          | Portavoces adjuntos del GP Socialista             | Antonio Julián Rodríguez | PSE-EE      |
| Francisco Javier Aragón  | Portavoces adjuntos del GP Socialista             | PSOE-A                   |             |
| María Mercedes Berenguer | Portavoces adjuntos del GP Socialista             | PSPV-PSOE                |             |
| Ramón Morales            | Portavoces adjuntos del GP Socialista             | PSOE Canarias            |             |
| Riansares Serrano        | Portavoces adjuntos del GP Socialista             | PSCM-PSOE                |             |
| María José Villalba      | Portavoces adjuntos del GP Socialista             | PSOE                     |             |
|                          | Portavoces adjuntos del GP Popular                | Salomé Pradas            | PP          |
| José Manuel Barreiro     | Portavoces adjuntos del GP Popular                |                          | PP          |
| María Salom              | Portavoces adjuntos del GP Popular                |                          | PP          |
|                          | Portavoces adjuntos del GP ERC-EH Bildu           | Bernat Picornell         | ERC         |
| Gorka Elejabarrieta      | Portavoces adjuntos del GP ERC-EH Bildu           | EH Bildu                 |             |
|                          | Portavoz adjunta del GP Ciudadanos                | Ruth Goñi                | Ciudadanos  |
|                          | Portavoz adjunta del GP Izquierda Confederal      | Sara Vilà                | CeC-Podem   |
|                          | Portavoz adjunto del GP Nacionalista JxCAT-CC/PNC | Fernando Clavijo         | CC-PNC      |
|                          | Portavoces adjuntas del GP Vasco (EAJ-PNV)        | María Isabel Vaquero     | EAJ-PNV     |
| Nerea Ahedo              | Portavoces adjuntas del GP Vasco (EAJ-PNV)        |                          | EAJ-PNV     |
|                          | Portavoces adjuntos del GP Mixto                  | Alberto Catalán          | UPN         |
| Francisco José Alcaraz   | Portavoces adjuntos del GP Mixto                  | Vox                      |             |

#### Diputación Permanente de las Cortes Generales
| Mesa de la Diputación Permanente | Mesa de la Diputación Permanente                                           | Mesa de la Diputación Permanente | Mesa de la Diputación Permanente |
| Cargo                            | Cargo                                                                      | Titular                          | Lista                            |
| -------------------------------- | -------------------------------------------------------------------------- | -------------------------------- | -------------------------------- |
|                                  | Presidenta del Congreso                                                    | Meritxell Batet Lamaña           | PSC                              |
|                                  | Vicepresidente primero                                                     | Alfonso Rodríguez Gómez de Celis | PSOE                             |
|                                  | Vicepresidenta segunda                                                     | Ana Pastor                       | PP                               |
|                                  | Secretaria primera                                                         | Gloria Elizo                     | Unidas Podemos                   |
|                                  | Secretaria segunda                                                         | Patricia Reyes                   | Ciudadanos                       |
| Vocales titulares                |                                                                            |                                  |                                  |
| Grupo Parlamentario              | Grupo Parlamentario                                                        | Titular                          | Lista                            |
|                                  | GP Socialista 23 miembros                                                  | Adriana Lastra                   | PSOE                             |
| Pilar Cancela                    | GP Socialista 23 miembros                                                  |                                  | PSOE                             |
| Santos Cerdán                    | GP Socialista 23 miembros                                                  |                                  | PSOE                             |
| Odón Elorza                      | GP Socialista 23 miembros                                                  |                                  | PSOE                             |
| María Luisa Faneca               | GP Socialista 23 miembros                                                  |                                  | PSOE                             |
| Ana Belén Fernández              | GP Socialista 23 miembros                                                  |                                  | PSOE                             |
| José Manuel Franco               | GP Socialista 23 miembros                                                  |                                  | PSOE                             |
| Héctor Gómez                     | GP Socialista 23 miembros                                                  |                                  | PSOE                             |
| Manuel Gabriel González          | GP Socialista 23 miembros                                                  |                                  | PSOE                             |
| Sofía Hernanz                    | GP Socialista 23 miembros                                                  |                                  | PSOE                             |
| José Javier Izquierdo            | GP Socialista 23 miembros                                                  |                                  | PSOE                             |
| Isaura Leal                      | GP Socialista 23 miembros                                                  |                                  | PSOE                             |
| Patxi López                      | GP Socialista 23 miembros                                                  |                                  | PSOE                             |
| María Luz Martínez Seijo         | GP Socialista 23 miembros                                                  |                                  | PSOE                             |
| Guillermo Meijón                 | GP Socialista 23 miembros                                                  |                                  | PSOE                             |
| José Antonio Montilla            | GP Socialista 23 miembros                                                  |                                  | PSOE                             |
| Susana Ros                       | GP Socialista 23 miembros                                                  |                                  | PSOE                             |
| Francisco José Salazar           | GP Socialista 23 miembros                                                  |                                  | PSOE                             |
| Felipe Sicilia                   | GP Socialista 23 miembros                                                  |                                  | PSOE                             |
| Rafael Simancas                  | GP Socialista 23 miembros                                                  |                                  | PSOE                             |
| José Simón                       | GP Socialista 23 miembros                                                  |                                  | PSOE                             |
| Susana Sumelzo                   | GP Socialista 23 miembros                                                  |                                  | PSOE                             |
| José Zaragoza                    | GP Socialista 23 miembros                                                  | PSC                              |                                  |
|                                  | GP Popular 12 miembros                                                     | Pablo Casado                     | PP                               |
| Cayetana Álvarez de Toledo       | GP Popular 12 miembros                                                     |                                  | PP                               |
| Ana María Beltrán                | GP Popular 12 miembros                                                     |                                  | PP                               |
| Isabel María Borrego             | GP Popular 12 miembros                                                     |                                  | PP                               |
| Cuca Gamarra                     | GP Popular 12 miembros                                                     |                                  | PP                               |
| Teodoro García Egea              | GP Popular 12 miembros                                                     |                                  | PP                               |
| Isabel García Tejerina           | GP Popular 12 miembros                                                     |                                  | PP                               |
| Antonio González Terol           | GP Popular 12 miembros                                                     |                                  | PP                               |
| Belén Hoyo                       | GP Popular 12 miembros                                                     |                                  | PP                               |
| Guillermo Mariscal               | GP Popular 12 miembros                                                     |                                  | PP                               |
| Eduardo de Olano                 | GP Popular 12 miembros                                                     |                                  | PP                               |
| Adolfo Suárez Illana             | GP Popular 12 miembros                                                     |                                  | PP                               |
|                                  | GP Ciudadanos 10 miembros                                                  | Albert Rivera                    | Ciudadanos                       |
| Inés Arrimadas                   | GP Ciudadanos 10 miembros                                                  |                                  | Ciudadanos                       |
| Edmundo Bal                      | GP Ciudadanos 10 miembros                                                  |                                  | Ciudadanos                       |
| Fernando de Páramo               | GP Ciudadanos 10 miembros                                                  |                                  | Ciudadanos                       |
| Marcos de Quinto                 | GP Ciudadanos 10 miembros                                                  |                                  | Ciudadanos                       |
| José María Espejo-Saavedra       | GP Ciudadanos 10 miembros                                                  |                                  | Ciudadanos                       |
| Miguel Ángel Gutiérrez           | GP Ciudadanos 10 miembros                                                  |                                  | Ciudadanos                       |
| Joan Mesquida                    | GP Ciudadanos 10 miembros                                                  |                                  | Ciudadanos                       |
| Melisa Rodríguez                 | GP Ciudadanos 10 miembros                                                  |                                  | Ciudadanos                       |
| José Manuel Villegas             | GP Ciudadanos 10 miembros                                                  |                                  | Ciudadanos                       |
|                                  | GP Confederal de Unidas Podemos- En Comú Podem-Galicia en Común 7 miembros | Pablo Iglesias                   | Unidas Podemos                   |
| Irene Montero                    | GP Confederal de Unidas Podemos- En Comú Podem-Galicia en Común 7 miembros |                                  | Unidas Podemos                   |
| Jaume Asens                      | GP Confederal de Unidas Podemos- En Comú Podem-Galicia en Común 7 miembros | En Comú Podem                    |                                  |
| Ione Belarra                     | GP Confederal de Unidas Podemos- En Comú Podem-Galicia en Común 7 miembros | Unidas Podemos                   |                                  |
| Yolanda Díaz                     | GP Confederal de Unidas Podemos- En Comú Podem-Galicia en Común 7 miembros | En Común                         |                                  |
| Alberto Garzón                   | GP Confederal de Unidas Podemos- En Comú Podem-Galicia en Común 7 miembros | IU                               |                                  |
| Noelia Vera                      | GP Confederal de Unidas Podemos- En Comú Podem-Galicia en Común 7 miembros | Unidas Podemos                   |                                  |
|                                  | GP Vox 5 miembros                                                          | Santiago Abascal                 | Vox                              |
| Iván Espinosa de los Monteros    | GP Vox 5 miembros                                                          |                                  | Vox                              |
| José María Figaredo              | GP Vox 5 miembros                                                          |                                  | Vox                              |
| Macarena Olona                   | GP Vox 5 miembros                                                          |                                  | Vox                              |
| Javier Ortega Smith              | GP Vox 5 miembros                                                          |                                  | Vox                              |
|                                  | GP Republicano 3 miembros                                                  | Gabriel Rufián                   | ERC                              |
| Carolina Telechea                | GP Republicano 3 miembros                                                  |                                  | ERC                              |
| Montserrat Bassa                 | GP Republicano 3 miembros                                                  |                                  | ERC                              |
|                                  | GP Vasco (EAJ-PNV) 1 miembro                                               | Aitor Esteban                    | EAJ-PNV                          |
|                                  | GP Mixto 3 miembros                                                        | Laura Borràs                     | JxCAT                            |
| Mertxe Aizpurua                  | GP Mixto 3 miembros                                                        | EH Bildu                         |                                  |
| Ana María Oramas                 | GP Mixto 3 miembros                                                        | CC-PNC                           |                                  |

| Presidencia               | Presidencia                            | Presidencia           | Presidencia |
| Cargo                     | Cargo                                  | Titular               | Lista       |
| ------------------------- | -------------------------------------- | --------------------- | ----------- |
|                           | Presidente del Senado                  | Manuel Cruz Rodríguez | PSC         |
|                           | Vicepresidenta primera                 | Cristina Narbona      | PSOE        |
|                           | Vicepresidente segundo                 | Pío García-Escudero   | PP          |
|                           | Secretario primero                     | Fernando Martínez     | PSOE        |
|                           | Secretario segundo                     | Rafael Hernando       | PP          |
| Vocales titulares         |                                        |                       |             |
| Grupo Parlamentario       | Grupo Parlamentario                    | Titular               | Lista       |
|                           | GP Socialista 17 miembros              | Ander Gil             | PSOE        |
| Víctor Ruiz de Diego      | GP Socialista 17 miembros              |                       | PSOE        |
| María José Villalba       | GP Socialista 17 miembros              |                       | PSOE        |
| Francisco Javier Aragón   | GP Socialista 17 miembros              | PSOE-A                |             |
| María Jesús Castro        | GP Socialista 17 miembros              | PSOE-A                |             |
| Antonio Gutiérrez Limones | GP Socialista 17 miembros              | PSOE-A                |             |
| María Mercedes Berenguer  | GP Socialista 17 miembros              | PSPV-PSOE             |             |
| Joan Lerma                | GP Socialista 17 miembros              | PSPV-PSOE             |             |
| Jesús Martín              | GP Socialista 17 miembros              | PSCM-PSOE             |             |
| Riansares Serrano         | GP Socialista 17 miembros              | PSCM-PSOE             |             |
| Olivia María Delgado      | GP Socialista 17 miembros              | PSOE Canarias         |             |
| Ramón Morales             | GP Socialista 17 miembros              | PSOE Canarias         |             |
| María Fernández           | GP Socialista 17 miembros              | FSA-PSOE              |             |
| Antonio Julián Rodríguez  | GP Socialista 17 miembros              | PSE-EE                |             |
| César Mogo                | GP Socialista 17 miembros              | PSdeG-PSOE            |             |
| Cosme Bonet               | GP Socialista 17 miembros              | PSIB-PSOE             |             |
| Rafael Lemús              | GP Socialista 17 miembros              | PSOE-EX               |             |
|                           | GP Popular 8 miembros                  | Javier Maroto         | PP          |
| Ana Isabel Alós           | GP Popular 8 miembros                  |                       | PP          |
| Asier Antona              | GP Popular 8 miembros                  |                       | PP          |
| José Manuel Barreiro      | GP Popular 8 miembros                  |                       | PP          |
| David Erguido             | GP Popular 8 miembros                  |                       | PP          |
| Salomé Pradas             | GP Popular 8 miembros                  |                       | PP          |
| Antonio Román             | GP Popular 8 miembros                  |                       | PP          |
| María Salom               | GP Popular 8 miembros                  |                       | PP          |
|                           | GP ERC-EH Bildu 2 miembros             | Mirella Cortès        | ERC         |
| Bernat Picornell          | GP ERC-EH Bildu 2 miembros             |                       | ERC         |
|                           | GP Ciudadanos 1 miembro                | Lorena Roldán         | Ciudadanos  |
|                           | GP Vasco (EAJ-PNV) 1 miembro           | Jokin Bildarratz      | EAJ-PNV     |
|                           | GP Nacionalista JxCAT-CC/PNC 1 miembro | Josep Lluís Cleries   | JxCAT       |
|                           | GP Izquierda Confederal 1 miembro      | Vicenç Vidal          | MÉS         |
|                           | GP Mixto 1 miembro                     | Alberto Catalán       | UPN         |

### Formación de los grupos parlamentarios

#### Congreso de los Diputados
De acuerdo con el reglamento, los grupos parlamentarios tienen cinco días para constituir su grupo parlamentario propio. En este caso, ese plazo concluiría el 27 de mayo, sin embargo la Mesa del Congreso prorrogó el plazo hasta el 29 de mayo. El primer partido político en registrar su grupo parlamentario fue Unidas Podemos, con Irene Montero como portavoz. La Mesa analizó las solicitudes de grupo parlamentario el jueves 30 de mayo, aprobando siete de las ocho peticiones: los grupos Socialista, Popular, Ciudadanos, Unidas Podemos, Vox, Popular Republicano (ERC) y Vasco (EAJ-PNV). El grupo rechazado fue el de Junts per Catalunya por no cumplir con las condiciones necesarias estipuladas en el reglamento del Congreso de los Diputados, así que sus diputados se unieron al Grupo Mixto junto con los diputados de PRC, EH Bildu, Compromís, UPN y Coalición Canaria.
| Grupo Parlamentario | Grupo Parlamentario                                          | Componentes                                                      | Portavoz                                                                                           | Líder                                                                                              | Total |
| | Socialista                                                   | PSOE: 111 PSC: 12                                                | Adriana Lastra                                                                                     | Pedro Sánchez                                                                                      | 123   |
| | Popular                                                      | PP: 66                                                           | Cayetana Álvarez de Toledo                                                                         | Pablo Casado                                                                                       | 66    |
| | Ciudadanos                                                   | Ciudadanos: 57                                                   | Inés Arrimadas                                                                                     | Albert Rivera                                                                                      | 57    |
| | Confederal de Unidas Podemos- En Comú Podem-Galicia en Común | Unidas Podemos: 33 En Comú Podem: 7 Galicia en Común: 2          | Irene Montero                                                                                      | Pablo Iglesias                                                                                     | 42    |
| | Vox                                                          | Vox: 24                                                          | Iván Espinosa de los Monteros                                                                      | Santiago Abascal                                                                                   | 24    |
| | Republicano                                                  | ERC: 13 Sobiranistes: 1                                          | Gabriel Rufián                                                                                     | Gabriel Rufián                                                                                     | 14    |
| | Vasco (EAJ-PNV)                                              | EAJ-PNV: 6                                                       | Aitor Esteban                                                                                      | Aitor Esteban                                                                                      | 6     |
| | Mixto                                                        | JxCAT: 7 EH Bildu: 4 CC-PNC: 2 UPN: 2 Compromís: 1 PRC: 1 ERC: 1 | Laura Borràs Mertxe Aizpurua Ana Oramas Sergio Sayas Joan Baldoví José María Mazón Oriol Junqueras | Laura Borràs Mertxe Aizpurua Ana Oramas Sergio Sayas Joan Baldoví José María Mazón Oriol Junqueras | 18    |
| Notas: Hay cuatro diputados suspendidos por sus procesos judiciales: Oriol Junqueras (ERC), Josep Rull (JxCat), Jordi Sànchez (JxCat) y Jordi Turull (JxCat). |                                                              |                                                                  | | |       |

#### Senado
De acuerdo al artículo 28.1 del Reglamento del Senado, los grupos parlamentarios de la XIII legislatura se constituyeron en el término de cinco días hábiles desde la sesión constitutiva realizada el 21 de mayo de 2019.
| Grupo Parlamentario | Grupo Parlamentario                    | Componentes                                                                 | Portavoz | Total |
| | Socialista                             | PSOE: 128 PSdeG-PSOE: 5 PSE-EE-PSOE: 3 PSC: 3                               | Ander Gil | 139   |
| | Popular en el Senado                   | PP: 69                                                                      | Javier Maroto | 69    |
| | Esquerra Republicana-EH Bildu          | ERC: 12 EH Bildu: 2                                                         | Mirella Cortès | 14    |
| | Ciudadanos                             | Ciudadanos: 13                                                              | Lorena Roldán | 13    |
| | Vasco en el Senado (EAJ-PNV)           | EAJ-PNV: 9                                                                  | Jokin Bildarratz | 9     |
| | Izquierda Confederal                   | Adelante Andalucía: 1 CeC-Podem: 1 Compromís: 1 Más Madrid: 1 MÉS: 1 GCE: 1 | Carles Mulet | 6     |
| | Nacionalista en el Senado JxCat-CC/PNC | JxCAT: 4 CC-PNC: 1 EAJ-PNV: 1                                               | Josep Lluís Cleries | 6     |
| | Mixto                                  | ASG: 1 PAR: 1 PRC: 1 UPN: 1 Vox: 1 ERC: 1                                   | Fabián Chinea Correa Clemente Sánchez-Garnica José Miguel Fernández Alberto Catalán Francisco José Alcaraz Raül Romeva | 6     |
| Faltan 5 para los 266 pero se completarán tras la constitución de los Parlamentos autonómicos y la designación autonómica de ellos. Notas: Hay un senador suspendido por sus procesos judiciales: Raül Romeva (ERC). |                                        |                                                                             | |       |

##### Composición por candidaturas
| Candidatura | Candidatura | Candidatura                                       | Total | Componentes                | Electos     | Electos     | Designados               | Designados     |
| |             | Partido Socialista Obrero Español (PSOE)          | 136   | PSOE PSdG-PSOE PSE-EE-PSOE | 113 5 2     | 123         | 15 0 1                   | 16             |
| |             | Partido Popular (PP)                              | 68    | PP                         | 54          | 54          | 14                       | 14             |
| |             | Esquerra Republicana-Sobiranistes (ERC-S)         | 12    | ERC                        | 10          | 10          | 2                        | 2              |
| |             | Ciudadanos (Cs)                                   | 12    | Ciudadanos                 | 4           | 4           | 8                        | 8              |
| |             | Partido Nacionalista Vasco (EAJ-PNV)              | 10    | EAJ-PNV                    | 9           | 9           | 1                        | 1              |
| |             | Partido de los Socialistas de Cataluña (PSC-PSOE) | 3     | PSC                        | 3           | 3           | 0                        | 0              |
| |             | Junts per Catalunya (JxCAT)                       | 4     | JxCAT                      | 2           | 2           | 2                        | 2              |
| |             | Navarra Suma (NA+)                                | 3     | UPN PP Ciudadanos          | 1           | 3           | 0                        | 0              |
| |             | EH Bildu                                          | 2     | EH Bildu                   | 1           | 1           | 1                        | 1              |
| |             | Unidas Podemos (Podemos-IU-Equo)                  | 2     | Unidas Podemos             | 0           | 0           | CeC-Podem: 1 Adelante: 1 | 2              |
| |             | Agrupación Socialista Gomera (ASG)                | 1     | ASG                        | 1           | 1           | 0                        | 0              |
| |             | Coalición Canaria (CC-PNC)                        | 1     | CC-PNC                     | 0           | 0           | 1                        | 1              |
| |             | Compromís                                         | 1     | Compromís                  | 0           | 0           | 1                        | 1              |
| |             | Grupo Común da Esquerda (GCE)                     | 1     | GCE                        | 0           | 0           | 1                        | 1              |
| |             | Más Madrid (MM)                                   | 1     | Más Madrid                 | 0           | 0           | 1                        | 1              |
| |             | Més per Mallorca (MÉS)                            | 1     | MÉS                        | 0           | 0           | 1                        | 1              |
| |             | Partido Aragonés (PAR)                            | 1     | PAR                        | 0           | 0           | 1                        | 1              |
| |             | Partido Regionalista de Cantabria (PRC)           | 1     | PRC                        | 0           | 0           | 1                        | 1              |
| |             | Vox                                               | 1     | Vox                        | 0           | 0           | 1                        | 1              |
| |             |                                                   |       |                            |             |             |                          |                |
| |             | TOTAL                                             | 262#  | 208 electos                | 208 electos | 208 electos | 54 designados#           | 54 designados# |
| (#) Faltan 3 senadores (1 de Cataluña, 1 de Navarra y 1 de Asturias) para los 265 pero se completarán tras la designación autonómica de ellos. |             |                                                   |       |                            |             |             |                          |                |

## Investidura del presidente del Gobierno
El 5 de junio de 2019, tras la renovación del Congreso de los Diputados, el rey Felipe VI inició una ronda de consultas con los representantes designados por los partidos políticos con presencia parlamentaria, en cumplimiento de lo dispuesto en el artículo 99.1 de la Constitución. Al término de la misma, la presidenta del Congreso de los Diputados, Meritxell Batet, anunció que el rey había propuesto como candidato a presidente del Gobierno a Pedro Sánchez, el líder del partido más votado.
Desde las elecciones generales del 28 de abril, Sánchez (PSOE) y Pablo Iglesias (UP) pusieron en marcha las negociaciones para lograr una investidura pero que no consiguieron acercar posturas ni llegar a un acuerdo entre ambas formaciones. El debate de investidura comenzó el lunes 22 de julio de 2019 con el discurso del candidato Pedro Sánchez, y se alargó durante dicha jornada con las réplicas y contrarréplicas de los líderes de Partido Popular, Ciudadanos, Unidas Podemos y Vox. El debate continuó el martes 23 de julio con los discursos del resto de partidos y el cierre en su última intervención del candidato, antes de la primera votación, que comenzó en torno a las 14 horas de la tarde. En dicha votación, se requería una mayoría absoluta de diputados (176/350) para ser investido presidente. Debido a que sólo tenía firmado el acuerdo con el PRC y no contaba con más apoyos, su investidura fue rechazada en primera votación al cosechar únicamente 124 votos a favor (PSOE y PRC), 170 votos en contra (PP, Cs, Vox, ERC, JxCAT, CC-PNC, NA+ y 1 de UP) y 52 abstenciones (UP, ECP, PNV, EH Bildu, En Común y Compromís), su investidura fue rechazada en primera votación.
Tal y como indica la ley, 48 horas después, el jueves 25 de julio, tuvo lugar la segunda votación, donde se requería una mayoría simple de diputados (más síes que noes). En ella, Sánchez volvió a recibir los mismos 124 votos a favor (PSOE y PRC), mientras que tuvo 155 votos en contra (PP, Cs, Vox, JxCAT, CC-PNC y NA+) y 67 abstenciones (UP, ERC, ECP, PNV, EH Bildu, En Común y Compromís). Nuevamente, al no recibir la confianza de la cámara y recabar más 'noes' que 'síes', la investidura de Pedro Sánchez fue rechazada definitivamente.
| Candidato | Fecha                                                     | Voto |     |    |    |    |    |    |   |   |   |   |   |   |   |   |   | Total   |
| --- | --------------------------------------------------------- | ---- | --- | -- | -- | -- | -- | -- | - | - | - | - | - | - | - | - | - | ------- |
| Pedro Sánchez | 23 de julio de 2019 Mayoría requerida: Absoluta (176/350) | Sí   | 123 |    |    |    |    |    |   |   |   |   |   |   |   |   | 1 | 124/350 |
| Pedro Sánchez | 23 de julio de 2019 Mayoría requerida: Absoluta (176/350) | No   |     | 66 | 57 | 1  | 24 | 14 |   | 4 |   |   |   | 2 | 2 |   |   | 170/350 |
| Pedro Sánchez | 23 de julio de 2019 Mayoría requerida: Absoluta (176/350) | Abs. |     |    |    | 32 |    |    | 7 |   | 6 | 4 | 2 |   |   | 1 |   | 52/350  |
| Pedro Sánchez | 23 de julio de 2019 Mayoría requerida: Absoluta (176/350) | Aus. |     |    |    |    |    | 1  |   | 3 |   |   |   |   |   |   |   | 4/350   |
| Pedro Sánchez |                                                           |      |     |    |    |    |    |    |   |   |   |   |   |   |   |   |   |         |
| Pedro Sánchez | 25 de julio de 2019 Mayoría requerida: Simple             | Sí   | 123 |    |    |    |    |    |   |   |   |   |   |   |   |   | 1 | 124/350 |
| Pedro Sánchez | 25 de julio de 2019 Mayoría requerida: Simple             | No   |     | 66 | 57 |    | 24 |    |   | 4 |   |   |   | 2 | 2 |   |   | 155/350 |
| Pedro Sánchez | 25 de julio de 2019 Mayoría requerida: Simple             | Abs. |     |    |    | 33 |    | 14 | 7 |   | 6 | 4 | 2 |   |   | 1 |   | 67/350  |
| Pedro Sánchez | 25 de julio de 2019 Mayoría requerida: Simple             | Aus. |     |    |    |    |    | 1  |   | 3 |   |   |   |   |   |   |   | 4/350   |
| Notas: - Los cuatro diputados ausentes fueron los diputados suspendidos por sus procesos judiciales: Oriol Junqueras (ERC), Josep Rull (JxCat), Jordi Sànchez (JxCat) y Jordi Turull (JxCat). - La diputada de Unidas Podemos que votó en contra en la primera sesión de investidura fue Irene Montero, quien votó de forma telemática horas antes por su avanzado estado de gestación. |                                                           |      |     |    |    |    |    |    |   |   |   |   |   |   |   |   |   |         |

Como el candidato Sánchez no consiguió la confianza de la Cámara, siguiendo los artículos 99.4 y 99.5 de la Constitución, la presidenta del Congreso, Meritxell Batet, anunció al rey los resultados de la investidura y se abrió un período de dos meses para que se tramitaran sucesivas propuestas de candidatos a la presidencia del Gobierno.
Durante los días posteriores a la fallida sesión de investidura, el PNV, ERC y Compromís anunciaron que su voto a favor o su abstención en una futura investidura, estaría supeditado a un acuerdo de gobierno previo entre el PSOE y el Grupo Confederal de Unidas Podemos-En Comú Podem-Galicia en Común. Tras muchos días de tensas negociaciones y de duros reproches públicos entre los partidos, no consiguieron dicho acuerdo. El rey Felipe VI abrió una nueva ronda de consultas y, al constatar que no había una mayoría viable a favor de ningún diputado, no propuso ningún candidato para la investidura, se disolvieron las Cortes Generales y se convocaron automáticamente elecciones generales para el domingo 10 de noviembre de 2019. Estas serían las cuartas elecciones generales de España en 4 años incluyendo las elecciones generales de 2015.

## Fin de la legislatura
El 16 y 17 de septiembre el rey celebró una nueva ronda de consultas con los líderes parlamentarios en la que constató que no existía un candidato con los apoyos necesarios por lo que no propuso ningún candidato a la presidencia del Gobierno. El 24 de septiembre las cámaras quedaron disueltas y el rey convocó elecciones generales para el 10 de noviembre de 2019. La legislatura duró 126 días, siendo la segunda más corta de la historia reciente de España.